# Fiodor Fiodorow
Fiodor Wiktorowicz Fiodorow, ros. Фёдор Викторович Фёдоров (ur. 11 czerwca 1986 w Apatytach) – rosyjski hokeista, reprezentant Rosji.
Jego starszy brat Siergiej także jest hokeistą.

## Kariera

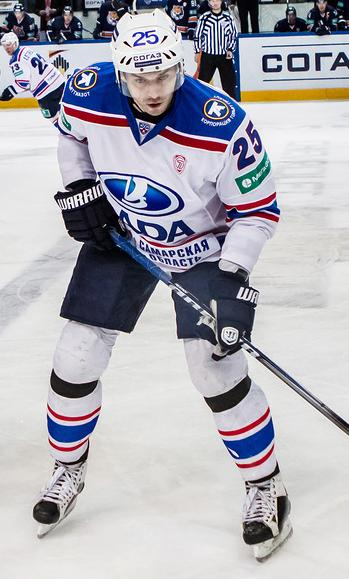
Fiodor Fiodorow w barwach Łady Togliatti (2014)

- Port Huron Border Cats (1998–1999)
- Windsor Spitfires (1999–2000)
- Sudbury Wolves (2000–2001)
- Columbia Inferno (2001)
- Vancouver Canucks (2002–2004)
  -  Manitoba Moose (2002–2004)
- Spartak Moskwa (2004)
- Mietałłurg Magnitogorsk (2004–2005)
- New York Rangers (2005)
- Hartford Wolf Pack (2005–2006)
- Syracuse Crunch (2006)
- Łokomotiw Jarosław (2006–2007)
- Malmö Redhawks (2007)
- Dinamo Moskwa (2007–2008)
- Nieftiechimik Niżniekamsk (2008–2009)
- Mietałłurg Magnitogorsk (2009–2010)
- Nieftiechimik Niżniekamsk (2010–2011)
- SKA Sankt Petersburg (2011–2013)
- CSKA Moskwa (2013-2014)
- Łada Togliatti (2014-2015)

Karierę hokejową rozpoczynał w Ameryce Północnej. Był dwukrotnie draftowany do NHL w 1999 i 2001. W rozgrywkach NHL rozegrał łącznie 18 meczów (nie strzelił gola). Od 2006 występuje w rosyjskich klubach. Od maja 2011 zawodnik SKA Sankt Petersburg (podpisał dwuletni kontrakt). W czerwcu 2013 ponownie został zawodnikiem CSKA Moskwa, związany dwuletnią umową. Odszedł z klubu z końcem kwietnia 2014. Od października 2014 zawodnik Łady Togliatti.
W barwach Rosji uczestniczył w turniejach mistrzostw świata juniorów do lat 18 edycji 1999 oraz seniorskich mistrzostw świata w 2005.

## Sukcesy
Reprezentacyjne
- Brązowy medal mistrzostw świata: 2005

Klubowe
- Emms Trophy: 2001 z Sudbury Wolves
- Puchar Kontynentu: 2013 ze SKA
- Brązowy medal mistrzostw Rosji: 2013 ze SKA

Indywidualne
- KHL (2014/2015):
  - Czwarte miejsce w klasyfikacji minut kar w sezonie zasadniczym: 92